# Calyptranthes tridymantha
Calyptranthes tridymantha är en myrtenväxtart som beskrevs av Friedrich Ludwig Diels. Calyptranthes tridymantha ingår i släktet Calyptranthes och familjen myrtenväxter. Inga underarter finns listade i Catalogue of Life.